# Robert Story (poeta)
Robert Story (Wark on Tweed, 17 ottobre 1795 – Battersea, 7 luglio 1860) è stato un poeta inglese.

## Biografia
Story nacque a Wark on Tweed in Northumberland, Inghilterra nord-orientale, nel 1795. Suo padre Robin Story (m. 1809) era un bracciante agricolo e sua madre Maria Hooliston era originaria di Lauder, in Scozia. 
A causa del lavoro di suo padre, la famiglia si trasferì spesso nei villaggi della contea. Studiò alla Scuola di Wark sotto la direzione di Mr. Kinton e poi a Crookham. 
Quando aveva solo 10 anni, Story scappò per un mese per accompagnare un violinista zoppo in una escursione lungo gli Scottish Borders; circa un anno dopo la famiglia si trasferì a Howtel, dove Story frequentò la scuola locale. 
In seguito affermò che quello fu il luogo in cui "ho imparato quasi tutto quello che ho imparato da un maestro, cioè a leggere male, a scrivere peggio, a contare un po' di più, forse oltre la regola del tre". 
Lì fu introdotto alla lettura di "Divine Songs for Children" e scoprì un amore per la poesia durante la lettura sulle colline, dove è stato occupato, inizialmente come giardiniere circa dal 1807, ma poi in maniera più congeniale come pastore, una occupazione che ricordò in una delle sue liriche, "Pours the spring on Howdsden yet". Nell'estate del 1810 cominciò a insegnare a leggere, scrivere e far di conto in una scuola a Humbleton, ma spesso si dilettò con il lavoro nei campi come Burns, come evidenziò nel suo poema "The Harvest" (1816), prima di tornare all'insegnamento.
Nel 1820 si trasferì a Gargrave nel North Yorkshire, dove aprì una scuola. Il 17 maggio 1823 sposò Ellen Ellison, citata in alcune delle sue prime poesie. Nel 1825 pubblicò un volume di poesie, "Blossoms Craven". Story era un forte avversario della riforma parlamentare e si trovò in una situazione molto impopolare con molti genitori dei bambini della sua scuola, che furono ritirati dal suo insegnamento a partire da circa il 1830. 
Trovandosi in difficoltà finanziarie, scrisse "Magic Fountain" nel 1829 e nel 1834 espresse sostegno poetico per il Partito Conservatore, in un lavoro intitolato "The Isles are Awake". Dipendente dai suoi amici per un periodo nel 1830, ebbe poi successo nella pubblicazione di "The Outlaw" (1839), un dramma storico ambientato durante il regno di Enrico VIII, e "Love and Literature", un lavoro autobiografico pubblicato nel 1842. In questo periodo fece amicizia con William Gourley, un matematico. 
Nel 1843, il governo conservatore di Sir Robert Peel gli offrì un piccolo posto presso l'Ufficio Audit, facendolo trasferire a Londra. I suoi primi anni a Londra erano di difficoltà notevole, durante il quale perse quattro dei suoi figli. Nel 1845 pubblicò "Songs and Lyrical Poems " (3 ed., 1849) e nel 1852 una versione in versi della eptarchia intitolata "Guthrum il danese", un romanzo medievale.
Nel 1854, Story fece una visita a Parigi, dove fu presentato a Napoleone III come successore di Robert Burns. 
Algernon Percy, Duca di Northumberland, divenne un mecenate nel 1857 e finanziò un'edizione delle sue opere. 
Nel 1859 Story fu invitato ad Ayr per le celebrazioni del centenario di Robert Burns, dove recitò il suo poema su Burns. Il Bradfordian ha ritenuto che "egli si erge tra i poeti minori della Gran Bretagna, e molti dei suoi testi più dolci giungeranno sicuramente e saranno molto ammirati dai posteri, e soprattutto dagli abitanti del Yorkshire". Brompton Cemetery
Morì nella sua casa a Harley Street 12, Battersea, Londra il 7 luglio 1860 e fu sepolto nel cimitero di Brompton.